# Jenno Topping
Jenno Topping (Sagaponack, 1º gennaio 1970) è una produttrice cinematografica statunitense.

## Biografia
Presidente dal 2013 della Chernin Entertainment, è stata candidata per due volte all'Oscar al miglior film, nel 2017 e nel 2020, rispettivamente con Il diritto di contare e Le Mans '66 - La grande sfida.

## Filmografia

### Cinema
- La famiglia Brady (The Brady Bunch Movie), regia di Betty Thomas (1995)
- Giovani, pazzi e svitati (Can't Hardly Wait), regia di Harry Elfont e Deborah Kaplan (1998)
- Il dottor Dolittle (Dr. Dolittle), regia di Betty Thomas (1998)
- 28 giorni (28 Days), regia di Betty Thomas (2000)
- Charlie's Angels, regia di McG (2000)
- Le spie (I Spy), regia di Betty Thomas (2002)
- Charlie's Angels: più che mai (Charlie's Angels: Full Throttle), regia di McG (2003)
- Natale in affitto (Surviving Christmas), regia di Mike Mitchell (2004)
- Indovina chi (Guess Who), regia di Kevin Rodney Sullivan (2005)
- Tutte le cose che non sai di lui (Catch and Release), regia di Susannah Grant (2006)
- Country Strong, regia di Shana Feste (2010)
- Apes Revolution - Il pianeta delle scimmie (Dawn of the Planet of the Apes), regia di Matt Reeves (2014)
- St. Vincent, regia di Theodore Melfi (2014)
- Exodus - Dei e re (Exodus: Gods and Kings), regia di Ridley Scott (2014)
- Spy, regia di Paul Feig (2015)
- Mike & Dave - Un matrimonio da sballo (Mike and Dave Need Wedding Dates), regia di Jake Szymanski (2016)
- Miss Peregrine - La casa dei ragazzi speciali (Miss Peregrine's Home for Peculiar Children), regia di Tim Burton (2016)
- Il diritto di contare (Hidden Figures), regia di Theodore Melfi (2016)
- Fottute! (Snatched), regia di Jonathan Levine (2017)
- The War - Il pianeta delle scimmie (War for the Planet of the Apes), regia di Matt Reeves (2017)
- Il domani tra di noi (The Mountain Between Us), regia di Hany Abu-Assad (2017)
- The Greatest Showman, regia di Michael Gracey (2017)
- Red Sparrow, regia di Francis Lawrence (2018)
- Tolkien, regia di Dome Karukoski (2019)
- Le Mans '66 - La grande sfida (Ford v. Ferrari), regia di James Mangold (2019)
- Spie sotto copertura (Spies in Disguise), regia di Nick Bruno e Troy Quane (2019)
- Underwater, regia di William Eubank (2020)
- Il regno del pianeta delle scimmie (Kingdom of the Planet of the Apes), regia di Wes Ball (2024)

### Televisione
- Truth Be Told – serie TV, 18 episodi (2019-2021)
- See – serie TV, 17 episodi (2019-2022)
- Bombay Begums – serie TV, 6 episodi (2021)
- Exploding Kittens – serie animata, 8 episodi (2024)